# Политические партии Чили
Для современного Чили характерна многопартийная система с доминированием двух коалиций. Причиной появления системы с коалициями стал закон о выборах, принятый при диктатуре Аугусто Пиночета, крайне уменьшающий возможность успеха на выборах малых партий.

## Политические партии

### Активные
Данный список содержит легально действующие партии по состоянию на ноябрь 2013 года.
| Название (на испанском)                                                                                 | Идеология     | Территория                               | Сенаторы (2014-2018) | Депутаты (2014-2018) | Региональные (2014-2018) | Мэры (2012-2016) | Совет (2012-2016) |
| --- | ------------- | ---------------------------------------- | -------------------- | -------------------- | ------------------------ | ---------------- | ----------------- |
| Независимый демократический союз Unión Demócrata Independiente                                          | Правые        | Национальная                             | 8                    | 29                   | 47                       | 47               | 353               |
| Христианско-демократическая партия Partido Demócrata Cristiano                                          | Центризм      | Национальная                             | 6                    | 21                   | 45                       | 56               | 323               |
| Национальное обновлениеe Renovación Nacional                                                            | Правоцентризм | Национальная                             | 6                    | 16                   | 42                       | 41               | 321               |
| Партия за демократию Partido Por la Democracia                                                          | Левоцентризм  | Национальная                             | 6                    | 15                   | 32                       | 37               | 201               |
| Социалистическая партия Чили Partido Socialista de Chile                                                | Левоцентризм  | Национальная                             | 6                    | 15                   | 33                       | 30               | 219               |
| Широкое общественное движение Movimiento Amplio Social                                                  | Левые         | Регионы I, II, III, RM, VIII и XI.       | 1                    | 0                    | 0                        | 1                | 7                 |
| Социал-демократическая радикальная партия1 Partido Radical Socialdemócrata                              | Левоцентризм  | Национальная                             | 0                    | 6                    | 12                       | 13               | 90                |
| Коммунистическая партия Чили Partido Comunista de Chile                                                 | Левые         | Национальная                             | 0                    | 6                    | 12                       | 4                | 92                |
| Левая гражданская партия Чилиc Partido Izquierda Ciudadana de Chile                                     | Левые         | Регионы XV, I и II.                      | 0                    | 1                    | 1                        | 0                | 0                 |
| Либеральная партия Чилиb Partido Liberal de Chile                                                       | Центризм      | Регионы XV, I, II, IV и VI.              | 0                    | 1                    | 0                        | 0                | 0                 |
| Региональная партия независимых Partido Regionalista de los Independientes                              | Центризм      | Национальная                             | 0                    | 0                    | 2                        | 2                | 95                |
| Прогрессивная партия Partido Progresista                                                                | Левоцентризм  | Национальная                             | 0                    | 0                    | 2                        | 3                | 25                |
| Зелёная экологическая партия Севера Partido Ecologista Verde                                            | Левые         | Регионы VIII, XIV, X, XI и RM.           | 0                    | 0                    | 1                        | 0                | 0                 |
| Гуманистическая партияf Partido Humanista                                                               | Левые         | Все регионы, кроме X и XI.               | 0                    | 0                    | 0                        | 0                | 14                |
| Партия равенства Partido Igualdad                                                                       | Левые         | Регионы XV, I, II, IV, V, VIII, XI и RM. | 0                    | 0                    | 0                        | 0                | 1                 |
| Зелёная экологическая партия Севера Partido Ecologista Verde del Norte                                  | Левые         | Регионы I, II и III.                     | 0                    | 0                    | 0                        | 0                | 0                 |
| Партия силы Севера Partido Fuerza del Norte                                                             | Центризм      | Регионы XV, I и II.                      | 0                    | 0                    | 0                        | 0                | 0                 |
| Чилийская коммунистическая партия (Пролетарское действие) Partido Comunista Chileno (Acción Proletaria) | Левые         |                                          | 0                    | 0                    | 0                        | 0                | 0                 |

1 Образовалась в результате слияния Чилийской социал-демократической партии (Partido Socialdemocracia Chilena) и Радикальной партии Чили (Partido Radical de Chile).

b Ранее известная как «Сначала Чили» (Chileprimero).

c Ранее известная как «Христианская левая» (Izquierda Cristiana).

### Исторические
- Национальная партия (Partido Nacional) (существовала с 1857 по 1933 год)
- Национальная партия (Partido Nacional) (существовала с 1966 по 1973 год и с 1983 по 1994 год)
- Консервативная партия (Partido Conservador) (существовала с 1851 по 1949 и с 1953 по 1966 год)
- Либеральная партия (Partido Liberal) (существовала с 1849 по 1966 год)
- Радикальная партия Чили (Partido Radical) (существовала с 1863 по 1973 и с 1987 по 1994 год)
- Партия демократов (Partido Demócrata) (существовала с 1887 по 1941 год)
- Демократическая партия Чили (Partido Democrático) (существовала с 1932 по 1960 год)
- Национал-социалистическое движение Чили (Movimiento Nacional Socialista de Chile) (существовала с 1932 по 1941 год)
- Левое революционное движение (Movimiento de Izquierda Revolucionaria, MIR) (легально существовала с 1965 по 1973 год, нелегально с 1973 по 2008 год)
- Движение единого народного действия (Movimiento de Acción Popular Unitario, MAPU) (легально существовала в 1969 году)
- Национальный аванпост (Avanzada Nacional) (существовала с 1983 по 1990 год)
- Чилийская социалистическая партия (Partido Socialista Chileno) (существовала с 1987 по 1990 год)
- Прогрессивный союз центристского центра (Unión de Centro Centro) (существовала с 1990 по 2002 год)
- Национальный альянс независимых (Alianza Nacional de los Independientes)
- Партия регионального действия Чили (Partido de Acción Regionalista de Chile)

## Альянсы

### Активные
- Альянс за Чили (Alianza), включающий в себя партии:
  - Национальное обновление (Renovación Nacional)
  - Независимый демократический союз (Unión Demócrata Independiente)
- Если ты это хочешь, Чили изменится (Si tú quieres, Chile cambia)
  - Либеральная партия Чили (Partido Liberal)
  - Прогрессивная партия (Partido Progresista)
  - другие малые движения
- Новая Конституция для Чили (Nueva Constitución para Chile)
  - Партия равенства (Partido Igualdad)
  - Зелёная экологическая партия (Partido Ecologista Verde)
- Новое большинство (Nueva Mayoría), включающий в себя партии:
  - Левая гражданская партия Чили (Izquierda Ciudadana)
  - Коммунистическая партия Чили (Partido Comunista de Chile)
  - Христианско-демократическая партия (Partido Demócrata Cristiano)
  - Широкое общественное движение (Movimiento Amplio Social)
  - Партия за демократию (Partido Por la Democracia)
  - Социал-демократическая радикальная партия Чили (Partido Radical Socialdemócrata)
  - Социалистическая партия Чили (Partido Socialista de Chile)
- Каждый в Ла Монеда (Todos a La Moneda)
  - Гуманистическая партия Чили (Partido Humanista)
  - другие малые левые партии

### Исторические
- Народное единство
- Конфедерация за демократию
- Народный фронт
- Коалиция партий за демократию
- Демократический альянс